# آر سیکس
آر سیکس (به انگلیسی: R6) یک برند سیگار ایجاد شده در جمهوری وایمار است؛ که در حال حاضر توسط امپریال توباکو تولید می‌شود. مالک فعلی این برند امپریال توباکو است. این برند در سال ۱۹۲۱ پایه‌گذاری گردید.